# Briel-sur-Barse
Briel-sur-Barse är en kommun i departementet Aube i regionen Grand Est (tidigare regionen Champagne-Ardenne) i nordöstra Frankrike. Kommunen ligger  i kantonen Bar-sur-Seine som ligger i arrondissementet Troyes. År 2022 hade Briel-sur-Barse 196 invånare.

## Befolkningsutveckling
Antalet invånare i kommunen Briel-sur-Barse
Referens: INSEE